# Passierschein (Dokument)

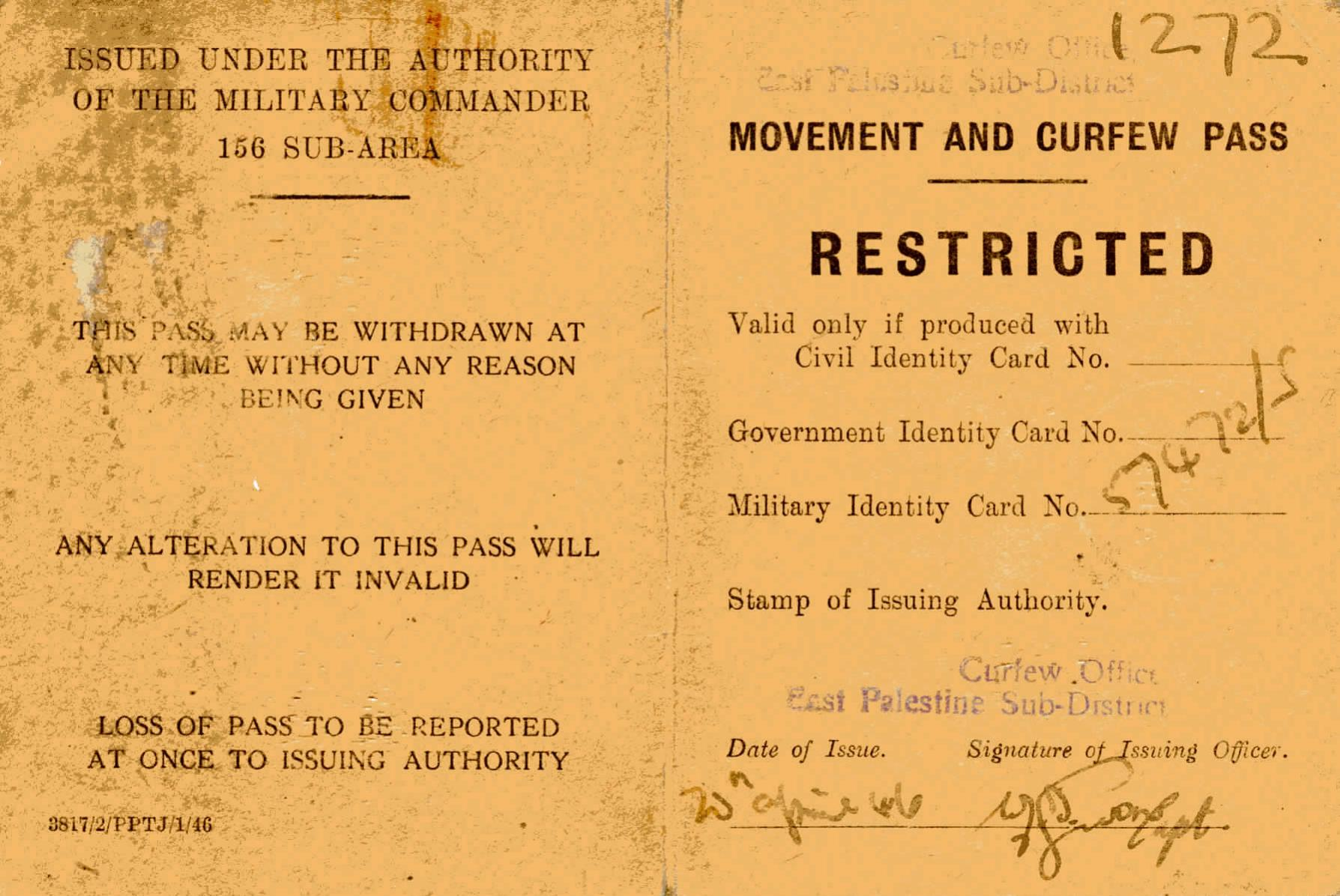
Passierschein (Britisches Mandat Palästina, 1946)

Ein Passierschein ist ein Schein, der zum Passieren, besonders zum Grenzübertritt, oder zum Aufenthalt in einem Sperrgebiet berechtigt.

## Anwendungsbeispiele

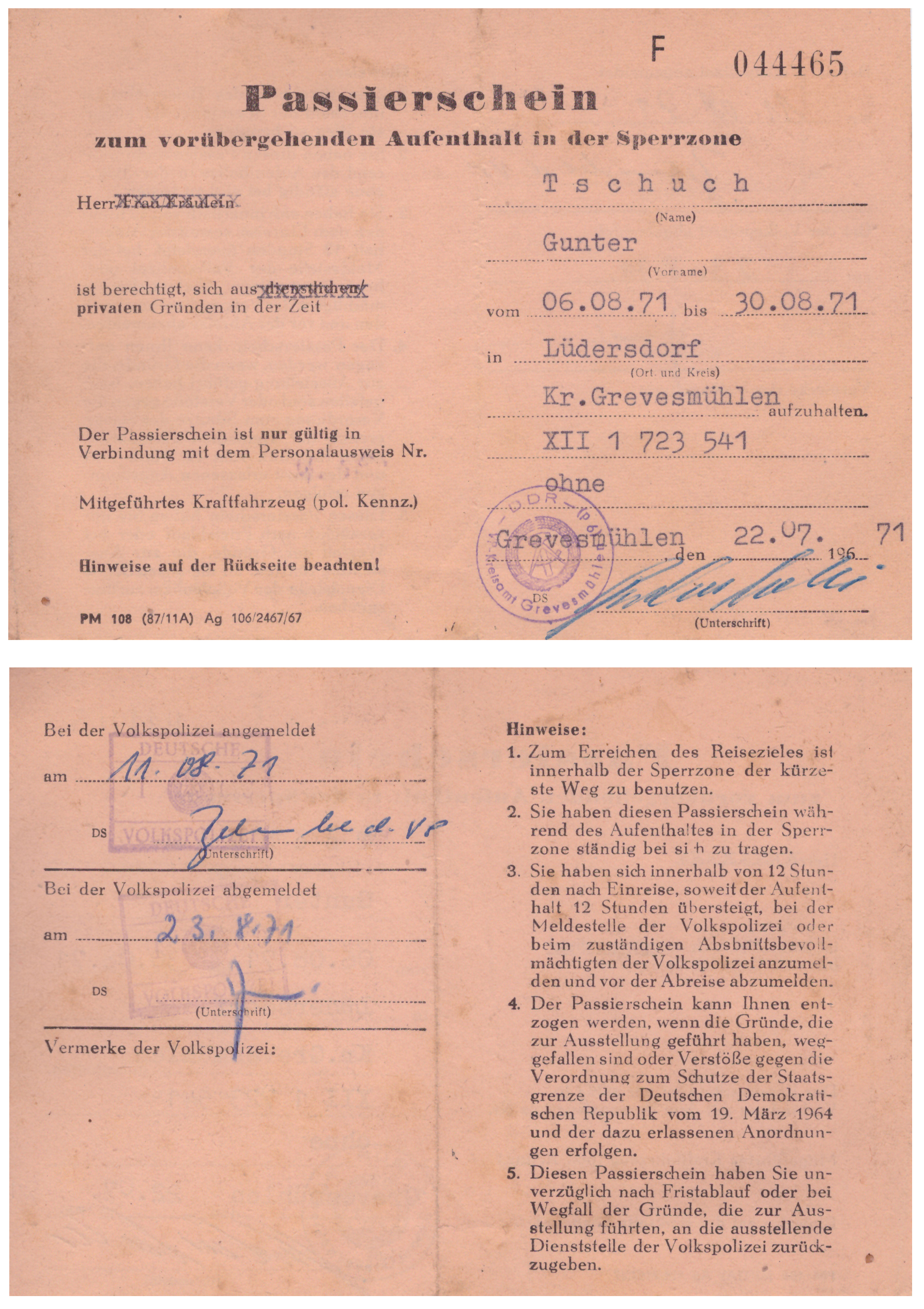
Passierschein zum Besuch von Verwandten in der Sperrzone der DDR

- In der DDR war für das Betreten und Befahren des Sperrgebietes an der Grenze zur Bundesrepublik Deutschland ein Passierschein erforderlich.
- Gemäß dem Passierscheinabkommen bestand für Bürger von West-Berlin in den 1960er Jahren eine Passierscheinpflicht für die Einreise nach Ost-Berlin, siehe Passierschein (Berliner Mauer).

## Trivia
- Der Passierschein A 38 aus dem Zeichentrickfilm Asterix erobert Rom, eine Persiflage auf die Bürokratie, wird heute als Beschreibung derselben genutzt.[2][3]
- Im März 2020 bestand in Frankreich aufgrund der COVID-19-Pandemie eine partielle Ausgangssperre und es war Pflicht, in der Öffentlichkeit ein selbst ausgefülltes Formular Attestation de déplacement dérogatoire mitzuführen, in der ein zulässiger Grund (u. a. Arbeit, Einkaufen oder Sport) für das Verlassen des Hauses genannt wird.[4][5][6] Dieser Schein wurde in deutschsprachigen Medien auch als „Passierschein“ bezeichnet.[7]